# كيم جونغ جو (رجل أعمال)
كيم جونغ جو (بالكورية: 김정주)‏‏ (22 فبراير 1968 - فبراير 2022) شخصية أعمال من كوريا الجنوبية، وهو مؤسس شركة نيكسون كو المحدودة.